# مونيك
مونيك (بالإنجليزية: Mo'Nique)‏ مواليد 11 ديسمبر 1967 في بالتيمور، الولايات المتحدة، هي ممثلة أمريكية بدأت مسيرتها الفنية عام 1999. كما أنها من الفائزات بجوائز الأوسكار وجائزة غولدن غلوب.

## الأعمال
- مرحبا بك في بيتك روسكو جنكينز
- ثمينة
- عيد الميلاد تقريبا

## وصلات خارجية
- The Mo'Nique Show official site
- مونيك على موقع IMDb (الإنجليزية)
- مونيك على موقع الموسوعة البريطانية (الإنجليزية)
- مونيك على موقع روتن توميتوز (الإنجليزية)
- مونيك على موقع ألو سيني (الفرنسية)
- مونيك على موقع تيرنر كلاسيك موفيز (الإنجليزية)
- مونيك على موقع أول موفي (الإنجليزية)
- مونيك على موقع قاعدة بيانات الأفلام السويدية (السويدية)
- مونيك على موقع إن إن دي بي (الإنجليزية)
- مونيك على موقع قاعدة بيانات الفيلم (الإنجليزية)
- مونيك على موقع ليتربوكسد (الإنجليزية)